# Chavanat
Chavanat är en kommun i departementet Creuse i regionen Nouvelle-Aquitaine i de centrala delarna av Frankrike. Kommunen ligger i kantonen Saint-Sulpice-les-Champs som tillhör arrondissementet Aubusson. År 2022 hade Chavanat 138 invånare.

## Befolkningsutveckling
Antalet invånare i kommunen Chavanat
Referens:INSEE